# هنري ليتل جون
السير هنري دنكان ليتل جون (بالإنجليزية: Sir Henry Duncan Littlejohn)‏ (مواليد 8 مايو 1826 في أدنبرة - 30 سبتمبر 1914)؛ جراح إسكتلندي وعالم في الطب الشرعي ورائد في مجال الصحة العامة.